# Giải Goncourt cho thơ
Giải Goncourt cho thơ (tiếng Pháp: Prix Goncourt de la poésie) - trước đây gọi là "Bourse Goncourt de la poésie" ("Học bổng Goncourt cho thơ") – là một giải thưởng văn học hàng năm do Hội văn học Goncourt lập ra bên cạnh Giải Goncourt.
Giải này được lập ra năm 1985 nhờ tài sản di tặng của Adrien Bertrand (người đoạt Giải Goncourt năm 1914). Giải này được trao cho toàn bộ tác phẩm của một nhà thơ chứ không trao riêng cho một tập thơ, không giống như giải chính hay các Giải Goncourt khác..

## Danh sách các nhà thơ đoạt giải
Dưới đây là danh sách các nhà thơ đoạt giải:
- 1985: Claude Roy
- 1986: không trao giải
- 1987: Yves Bonnefoy
- 1988: Eugène Guillevic
- 1989: Alain Bosquet
- 1990: Charles Le Quintrec
- 1991: Jean-Claude Renard
- 1992: Georges-Emmanuel Clancier
- 1993: không trao giải
- 1994: Không trao giải
- 1995: Lionel Ray
- 1996: André Velter
- 1997: Maurice Chappaz
- 1998: Lorand Gaspar
- 1999: Jacques Réda
- 2000: Liliane Wouters
- 2001: Claude Esteban
- 2002: Andrée Chedid
- 2003: Philippe Jaccottet
- 2004: Jacques Chessex
- 2005: Charles Dobzynski
- 2006: Alain Jouffroy
- 2007: Marc Alyn
- 2008: Claude Vigée
- 2009: Abdellatif Laâbi
- 2010: Guy Goffette
- 2011: Vénus Khoury-Ghata
- 2012: Jean-Claude Pirotte
- 2013: Charles Juliet
- 2014: William Cliff